# Kilbride House
Kilbride House, auch Old Boisdale House, war ein Herrenhaus auf der schottischen Hebrideninsel South Uist. 1971 wurden die zugehörigen Gärten in die schottischen Denkmallisten in der Kategorie C aufgenommen.

## Geschichte

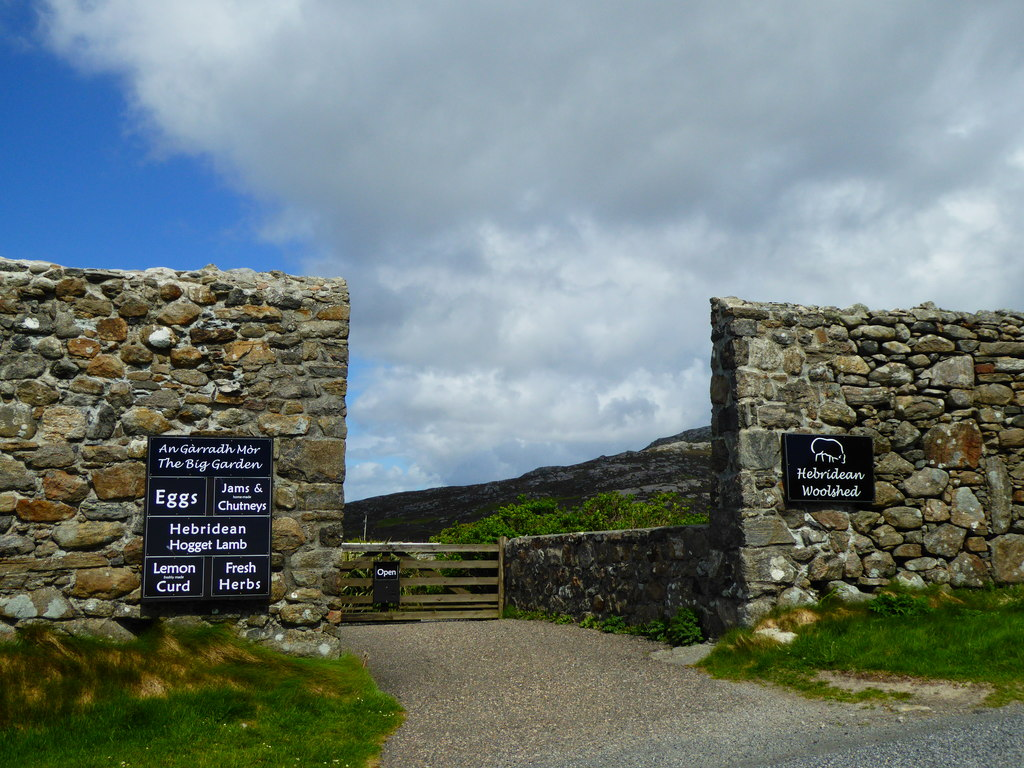
Eingang zu Big Garden

Historisch herrschten die Clan Macdonalds of Clanranald über die südlichen Äußeren Hebriden. Als Laird-Sitz von South Uist ließen sie Kilbride House errichten. Dort residierte unter anderem Alasdair MacDonald of Boisdale, Bruder des Clan Chiefs Ranald MacDonald. Während seine Gärten („Big Garden“) weiterhin existieren, wurde das Herrenhaus zwischenzeitlich abgebrochen. Auf einer Landkarte aus dem Jahre 1805 sind die Gärten bereits verzeichnet. Möglicherweise stammen sie aus dem mittleren 18. Jahrhundert. Um 1740 gelangte die Kartoffel erstmals auf die Äußeren Hebriden. Die MacDonalds of Boisdale kultivierten sie in diesen Gärten.

## Big Garden
Kilbride House befand sich im Weiler Kilbride an der Südküste South Uists am westlichen Ende des Sound of Eriskay. Westlich steht das erhaltene Pollachar Inn.
Der Big Garden befindet sich ein kurzes Stück östlich des einstigen Standortes des Herrenhauses. Eine teils hohe Feldsteinmauer umfriedet das längliche Areal. An drei Seiten führen Pforten auf das Gelände, die teils verändert wurden. Inmitten der Anlage steht ein moderner Bungalow.